# شوغاکن
شوغاکن (به ارمنی: Շողակն) یک روستا در ارمنستان است که در استان آراگاتسوتن واقع شده‌است. در کیلومتری شمال آشتاراک، مرکز استان آراگاتسوتن واقع شده‌است.

## خصوصیات
شوغاکن ۱۶۲ نفر جمعیت دارد و در ارتفاع متر بالاتر از سطح دریا قرار گرفته‌است.